# 22577 Alfiuccio
22577 Alfiuccio è un asteroide della fascia principale. Scoperto nel 1998, presenta un'orbita caratterizzata da un semiasse maggiore pari a 2,2902770 UA e da un'eccentricità di 0,1485974, inclinata di 3,86707° rispetto all'eclittica.
L'asteroide è dedicato ad Alfio Grasso, detto Alfiuccio, morto adolescente in un incidente di caccia sulle pendici dell'Etna.